# Маркария
Маркария (итал. Marcaria) — коммуна в Италии, располагается в регионе Ломбардия, подчиняется административному центру Мантуя.
Население составляет 7071 человек (на 2004 г.), плотность населения составляет 78 чел./км². Занимает площадь 89 км². Почтовый индекс — 46010. Телефонный код — 0376.
Покровителем коммуны почитается святой Иоанн Креститель, празднование 24 июня.